# سكوماري سيخار
سكوماري سيخار (2 أغسطس 1933 - 8 مارس 2021) كانت ناشطة في مجال حقوق المرأة الماليزية، كونها واحدة من أوائل المدافعين الماليزيين عن حقوق المرأة. ناضلت من أجل حقوق ورفاهية النساء والأطفال. كانت سوكوماري نائبة مؤسسة لرئيس المجلس القومي للمنظمات النسائية. في عام 2012 حصلت على جائزة الشكل الأنثوي.
توفيت سيخار في كوالالمبور في 8 مارس 2021، عن عمر يناهز 87 عامًا.